# HKSI Pro Cycling Team/Saison 2014
Dieser Artikel listet Erfolge und Fahrer des Radsportteams HKSI Pro Cycling Team in der Saison 2014 auf.

## Erfolge in der UCI Asia Tour
| Datum    | Rennen                                           | Kat. | Fahrer          |
| -------- | ------------------------------------------------ | ---- | --------------- |
| 28. Juni | Nationale Meisterschaft – Einzelzeitfahren       | CN   | King Lok Cheung |
| 28. Juni | Nationale Meisterschaft – Einzelzeitfahren (U23) | CN   | Leung Chun-wing |
| 29. Juni | Nationale Meisterschaft – Straßenrennen          | CN   | King Lok Cheung |

## Mannschaft
| Name            | Geburtstag         | Nationalität | Team 2013                    |
| --------------- | ------------------ | ------------ | ---------------------------- |
| Chun Hing Chan  | 24. April 1981     | Hongkong     | Hong Kong Pro Cycling (2007) |
| Yat Wai Chan    | 4. Mai 1992        | Hongkong     | Neoprofi                     |
| King Lok Cheung | 8. Februar 1991    | Hongkong     | Neoprofi                     |
| King Wai Cheung | 3. September 1985  | Hongkong     | Team Hong Kong China         |
| Burr Ho         | 23. September 1992 | Hongkong     | Neoprofi                     |
| Siu Wai Ko      | 9. November 1987   | Hongkong     | Hong Kong Pro Cycling (2007) |
| Ho Ting Kwok    | 26. Februar 1988   | Hongkong     | Team Hong Kong China         |
| Kwong Lau       | 8. Juni 1995       | Hongkong     | Neoprofi                     |
| Kwun Wan Law    | 4. August 1995     | Hongkong     | Neoprofi                     |
| Leung Chun-wing | 20. Januar 1994    | Hongkong     | Neoprofi                     |
| Ching Ying Mow  | 5. Juni 1995       | Hongkong     | Neoprofi                     |
| Lok Chun Wu     | 18. Juli 1993      | Hongkong     | Neoprofi                     |